# 鈴木寿雄
鈴木 寿雄（すずき としお、1904年（明治37年）1月19日 - 1975年（昭和50年）9月15日）は、昭和の童画画家。
東京浅草生まれ。小学校卒業後に丁稚奉公に出たが、川上四郎に影響を受け、赤本児童絵本に挿絵を描き始める。
- 1940年 東京日本橋三越、大阪大丸で個展開催
- 1944年 群馬県に疎開、館林高等女学校の講師を務める。
- 1953年 第2回小学館児童文化賞受賞

おもな絵本に「げんこつやまのあかおに」「ごんぎつね」「ふるやのもり」「しおふきうす」「はいくのえほん」等、昔ばなしの挿絵が多数。
兄に1936年ベルリンオリンピック銅メダリストの鈴木朱雀、娘に絵本作家の鈴木未央子がいる。
没後、殆どすべての作品は、家族の意志により足立美術館に寄贈され、所蔵されている。

## 著書
- 日本のおとぎ話 3年生（徳永寿美子 編著、偕成社、1957年）[1]
- そんごくう (オールカラー版世界の童話 10)（藤原一生 著、小学館、1967年）[2]
- あかいろうそく（新美南吉 作、フレーベル館「キンダーおはなしえほん」1968年10月号/フレーベル館、2013年、ISBN 9784577041222）[3]
- 紙芝居 まるぱんころころ（川崎大治 作、童心社、1969年）[4]
- ないた赤おに (旺文社ジュニア図書館)（浜田広介 著、旺文社、1970年、ISBN 978-4010690093）[5]